# Tatané
Tatané é um município da Argentina, localizado no departamento de Laishi, na província de Formosa.